# Чаудри, Махендра
Махендра Пал Чаудри (фиджийский хинди: महेन्द्र पाल चौधरी); род. 9 февраля 1942, Мба, Западный округ) — фиджийский политик индо-фиджийского происхождения, бывший Премьер-министр Фиджи, лидер Фиджийской рабочей партии. После исторической победы на парламентских выборах 1999 года над действующим Премьер-министром Фиджи Ситивени Рабукой, бывший профсоюзный лидер стал первым в истории Фиджи Премьер-министром индо-фиджийского происхождения. Но уже ровно через год, 19 мая 2000 года, он вместе с большей частью своего Кабинета был похищен и взят в заложники лидером госпереворота на Фиджи Джорджем Спейтом. Ввиду неспособности выполнять свои обязанности, будучи в заложниках, он и его министры 27 мая 2000 были отправлены в отставку президентом рату Сэром Камисесе Мара; Мара намеревался взять чрезвычайные полномочия по управлению страной на себя, но сам был отстранен от власти военным лидером, капитаном фиджийских ВМС Фрэнком Мбаинимарамой (нынешним Премьер-министром Фиджи).
После 56 дней в заложниках Чаудри был освобожден 13 июля, после чего отправился в заграничное турне для получения поддержки мировых лидеров, однако не преуспел. Он был одним из ключевых противников инициативы правительства Нгарасе по созданию так называемой Комиссии по примирению и единству в 2005, которая, по его словам, лишь имела целью амнистировать лиц, участвовавших в перевороте 2000 года и свергнувших его правительство. В январе 2007 Чаудри был назначен Министром финансов, реформы сахарной промышленности и национального планирования в переходном правительстве Мбаинимарамы, ставшим во главе страны вследствие очередного переворота. Чаудри также был сопредседателем рабочей группы по экономическому росту в Национальном совете по строительству лучшего Фиджи. В 2008 году он оставил правительство и стал ярым критиком оного.